# Parkers Crossroads
Parkers Crossroads (ou Parker's Crossroads) est une municipalité américaine située dans le comté de Henderson au Tennessee.
Selon le recensement de 2010, Parkers Crossroads compte 330 habitants. La municipalité s'étend alors sur une superficie de 3,73 milles carrés (9,66 km2).
Parkers Crossroads devient une municipalité en 1981. Elle est nommée en l'honneur du révérend John Parker, qui s'y installe dans les années 1830. C'est près de ce bourg que s'est déroulée la bataille de Parker's Cross Roads en 1862.